# Portada/article octubre 5

## Temple Expiatori de la Sagrada Família
El Temple Expiatori de la Sagrada Família és un dels exemples més coneguts del modernisme català, i ha esdevingut tot un símbol de Barcelona. Obra inacabada de l'arquitecte català Antoni Gaudí, és al barri de la Sagrada Família, al districte de l'Eixample de la ciutat.
En aquest temple, l'arquitecte va concebre una minuciosa simbologia dintre d'un poema místic amb grans audàcies constructives formals, com en la seva forma de concebre l'estructura amb l'arc parabòlic o catenària, també anomenat funicular de forces, combinant el tractament escultòric naturalista amb l'abstracció de les torres. El 2008 la basílica va rebre més de 2,7 milions de visitants, xifra que s'elevà fins a 3,2 milions el 2011.